# Marianne Faithfull
Marianne Evelyn Gabriel Faithfull (29 tháng 12 năm 1946 – 30 tháng 1 năm 2025) là một cố ca sĩ và diễn viên người Anh nổi tiếng vào những năm 1960 khi phát hành đĩa đơn As Tears Go By và trở thành một trong những nghệ sĩ âm nhạc hàng đầu của British Invasion tại Hoa Kỳ.
Sinh ra tại Hampstead, Luân Đôn, Faithfull bắt đầu sự nghiệp của mình vào năm 1964 sau khi tham dự một bữa tiệc của Rolling Stones, nơi bà được để ý tới bởi người quản lý của Rolling Stones là Andrew Loog Oldham. Năm 1965, bà đã phát hành những album phòng thu đầu tay thành công rực rỡ, Marianne Faithfull và Come My Way. Sau đó, bà đã phát hành những album tiếp theo trên Decca Records. Từ năm 1966 đến năm 1970, bà có mối quan hệ lãng mạn được công khai rộng rãi với Mick Jagger. Sự nổi tiếng của bà được nâng cao qua những vai diễn trong các bộ phim bao gồm I'll Never Forget What's'isname (1967), Cô gái trên xe máy (1968) và Hamlet (1969). Thế nhưng, sự nổi tiếng của bà đã bị lu mờ bởi những vấn đề cá nhân vào những năm 1970, khi bà mắc bệnh chán ăn tâm thần, nghiện heroin và chìm trong tình trạng vô gia cư.
Trong sự nghiệp âm nhạc của mình vào những năm 1960, Faithfull được biết đến với giọng hát du dương, cao vút đặc trưng. Nhưng, trong thập kỷ tiếp theo, giọng hát của bà đã bị thay đổi do viêm thanh quản nghiêm trọng và lạm dụng ma túy dai dẳng, khiến giọng bà trở nên khàn khàn, đứt quãng và trầm hơn. Một số nhà phê bình ca ngợi âm thanh mới như bị "ngâm trong rượu whisky" và cho rằng nó đã giúp nắm bắt được những cảm xúc thô sơ được thể hiện trong những bài hát của bà.
Sau một thời gian dài vắng bóng, Faithfull tái trở lại với âm nhạc vào năm 1979 sau khi phát hành album  Broken English, phòng thu thứ bảy được giới phê bình đánh giá cao. Album này đã thành công về mặt thương mại và đánh dấu sự hồi sinh trong sự nghiệp âm nhạc của bà. Broken English đã khiến Faithfull được đề cử Giải Grammy cho trình diễn giọng rock nữ xuất sắc nhất và được coi là "bản thu âm quyết định" của bà. Sau đó, bà đã phát hành một loạt album phòng thu bao gồm Dangerous Acquaintances (1981), A Child's Adventure (1983) và Strange Weather (1987).
Faithfull đã viết ba cuốn sách về cuộc đời mình, Faithfull: An Autobiography (1994), Memories, Dreams & Reflections (2007) và Marianne Faithfull: A Life on Record (2014).
Faithfull đã nhận Giải thưởng Thành tựu trọn đời thế giới tại Giải thưởng Phụ nữ thế giới năm 2009, và vào năm 2011, bà được chính phủ Pháp trao tặng Huân chương Nghệ thuật và Văn học (tiếng Pháp: Ordre des Arts et des Lettres).

### Sách
- Faithfull, Marianne (1994). Faithfull: An Autobiography (bằng tiếng Anh). Boston: Little. ISBN 0-316-27324-4.